# Tegenaria silvestris
Espèce
Synonymes
- Malthonica silvestris (L. Koch, 1872)

Tegenaria silvestris est une espèce d'araignées aranéomorphes de la famille des Agelenidae.

## Distribution

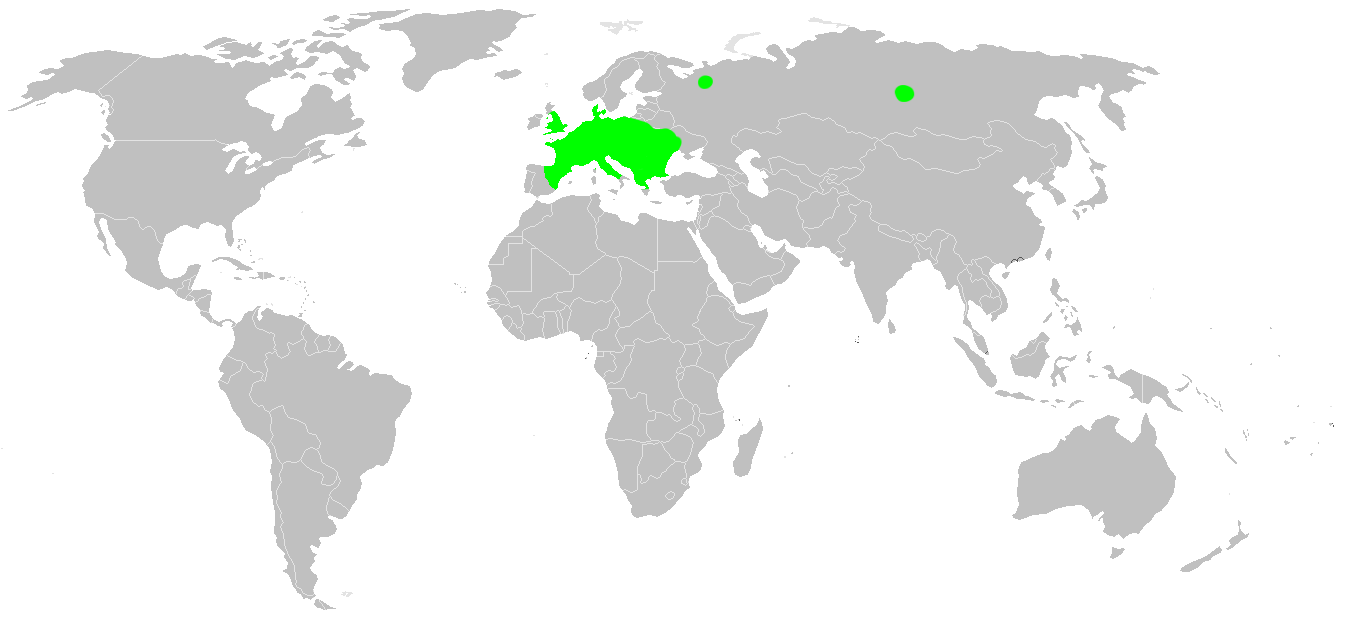
Distribution

Cette espèce se rencontre en Europe et en Russie.

## Habitat
Elle ne vit pas dans les maisons. Elle préfère les forêts et fait souvent sa toile dans l'écorce des arbres, dans les buissons et sous les roches.

## Description

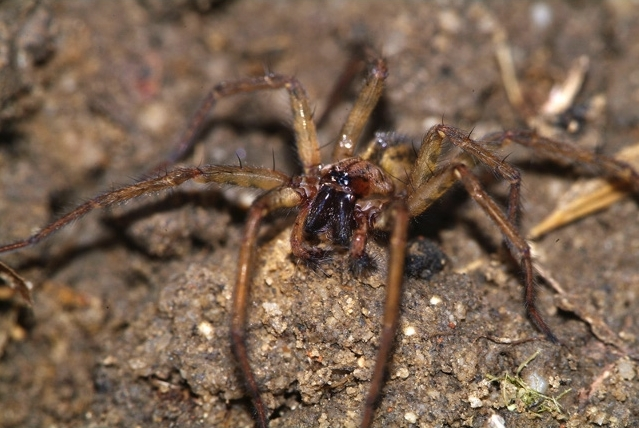
Tegenaria silvestris

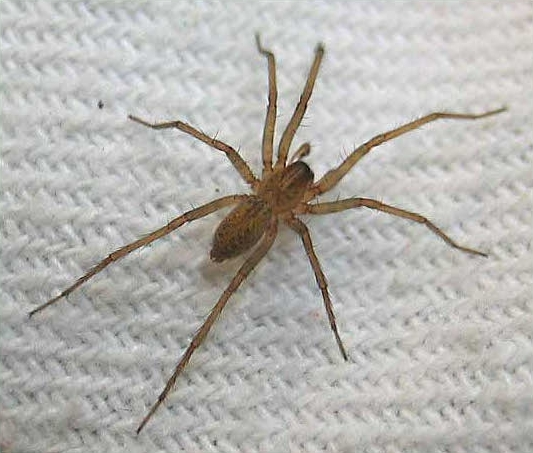
Tegenaria silvestris

Les mâles mesurent de 5 à 6 mm et les femelles de 6 à 9 mm.
Les femelles sont généralement plus grosses de corps que les mâles.

## Éthologie
Solitaire et nocturne, cette araignée vit sur des toiles en formes d'entonnoirs qu'elle refait chaque nuit. Lorsqu'un insecte s'y pose, ses poils ressentent les moindres vibrations engendrées, et elle sort de son trou pour mordre sa proie afin de pouvoir la porter jusqu'à sa cachette où elle lui injectera des enzymes (qui servent à ramollir la proie, les araignées ne pouvant pas mâcher) et la dévorera. Il lui arrive parfois de sortir de sa toile pour boire ; elle est alors capable de jeûner pendant plusieurs semaines.
Lorsqu'un mâle cherche à s'accoupler, il touche la toile de la femelle à l'aide d'une de ses pattes en produisant un rythme régulier, ce qui indique à la femelle qu'il n'est pas une proie. Il peut ensuite s'en approcher sans crainte et frotter l'appareil génital de la femelle à l'aide de ses pédipalpes contenant le sperme. Les deux peuvent ainsi cohabiter durant la saison des amours ; le mâle aura ensuite intérêt à fuir au plus vite pour éviter de se faire attaquer. Après 1 mois de gestation, la femelle pond des centaines d'œufs qu'elle protégera. Ils écloront au bout de 3 semaines mais elle continuera à protéger les petits encore 3 semaines.
Elle a peu de prédateurs naturels, du fait de sa discrétion.
Elle se nourrit de tout arthropode plus petit qu'elle, n'osant généralement pas s'attaquer à un animal d'au moins sa taille.
Une femelle peut vivre quelques années.
Ne vivant pas dans les maisons, étant assez discrète et craintive, rares sont ses contacts avec l'Homme.

## Systématique et taxinomie
Décrite dans le genre Tegenaria, elle a été transférée dans le genre Malthonica par Guseinov, Marusik et Koponen en 2005 mais elle a été replacée dans le genre Tegenaria par Bolzern, Burckhardt et Hänggi en 2013.

## Publication originale
- L. Koch, 1872 : Beitrag zur Kenntniss der Arachnidenfauna Tirols. Zweite Abhandlung. Zeitschrift des Ferdinandeums für Tirol und Volarberg, sér. 3, vol. 17, p. 239-328.